# 郭鹏宇
郭鹏宇，甘肃天水人，中华人民共和国政治人物、全国脱贫攻坚先进个人。

## 生平
郭鹏宇任天水市扶贫开发办公室综合科科长。2018年2月22日，组织部署全市扶贫系统新的工作。在岗中期间成功推进扶贫工作，对麦积区、秦安县、张家川县三个原深度贫困县区付出贡献。2021年2月，他被天水市推选为全国脱贫攻坚先进个人人选。2021年2月25日全国脱贫攻坚总结表彰大会上，郭鹏宇被授予“全国脱贫攻坚先进个人”。